# Tihanyi András
Tihanyi András, született Till Andor (Szabadka, 1917. október 27. – Budapest, 1991. március 18.) válogatott labdarúgó, csatár.

## Pályafutása

### Klubcsapatban
A Ferencvárosban összesen 29 mérkőzésen játszott (14 bajnoki, 10 nemzetközi, 5 hazai díjmérkőzés) és 9 gólt szerzett (3 bajnoki, 6 egyéb).

### A válogatottban
1942-ben 1 alkalommal szerepelt a válogatottban és 1 gólt szerzett. Egyszeres B-válogatott (1940).

## Sikerei, díjai
- Magyar bajnokság
  - bajnok: 1948–49

## Statisztika

### Mérkőzései a válogatottban
| Magyarország | Magyarország   | Magyarország              | Magyarország | Magyarország | Magyarország | Magyarország | Magyarország | Magyarország |
| #            | Dátum          | Helyszín                  | Hazai        | Eredmény     | Vendég       | Kiírás       | Gólok        | Esemény      |
| ------------ | -------------- | ------------------------- | ------------ | ------------ | ------------ | ------------ | ------------ | ------------ |
| 1.           | 1942. május 3. | Budapest, Üllői úti pálya | Magyarország | 3 – 5        | Németország  | barátságos   | 1            | 45'          |
|              | Összesen       |                           |              | 1            | mérkőzés     |              | 1            | gól          |